# 米哈伊利夫卡 (盧茨克區)
50°49′8″N 24°59′45″E / 50.81889°N 24.99583°E
米哈伊利夫卡（烏克蘭語：Михайлівка）是位於烏克蘭西北部的村莊，由沃倫州盧茨克區的斯莫利希夫市鎮負責管轄。該村面積0.38平方公里，海拔高度211米，2001年人口71，人口密度每平方公里188.83人。